# دانش‌آموز سال
دانش‌آموز سال (به هندی: Student of the Year) فیلمی هندی محصول سال ۲۰۱۲ و به کارگردانی کاران جوهر است. در این فیلم بازیگرانی همچون سیدهارث مالهوترا، وارون دهاوان، آلیا بات، ریشی کاپور، رونیت روی، رام کاپور، سنا سعید، ساحل آناند، گائوتامی کاپور، فریده جلال، بومان ایرانی، سوشما ست، کاجول، فرح خان ایفای نقش کرده‌اند. این فیلم اولین فیلم آلیا بات، سیدهارت مالهوترا و وارون دهاوان است.